# Église Saint-Pierre-et-Saint-Paul de Tubutama
Pour les articles homonymes, voir Église Saint-Pierre-et-Saint-Paul.
L’église Saint-Pierre et Saint-Paul (en espagnol : Misión de San Pedro y San Pablo) est un l’édifice religieux catholique principal de la ville de Tubutama, dans la province de Sonora, au Mexique septentrional. Construite en 1691 par le père Eusebio Kino – et reconstruite plusieurs fois -  elle faisait partie de l’ensemble de la ‘Mission San Pedro y Pablo’ qui était le quartier général des activités apostoliques et missionnaires des Jésuites dans le Pimería Alta.
La mission est en fait à l’origine de la petite ville contemporaine de Tubutama qui considère le père Kino comme son fondateur. A l’époque de l’empire colonial espagnol, les Franciscains y avaient également leur centre missionnaire principal.

## Histoire
Fondée par le père Eusebio Kino et ses confrères jésuites en 1691, la  première mission à Tubutama a peut-être été détruite lors du soulèvement des Pimas en 1695. Une deuxième église en pisé a été achevée en 1699 et une troisième, sans doute en 1706. Une quatrième église était sur le point d’être remplacée par une cinquième en 1747 – les travaux étaient en cours -  lorsqu’une nouvelle révolte des Pimas, en 1751 entraîna de nouvelles destructions.  
Le père Luis Vivas, construit une nouvelle église en adobe en 1764, avec deux autels, une petite chapelle latérale et une sacristie. Lorsque les Jésuites sont expulsés d’Espagne et des territoires espagnols (1767) des Franciscains reprennent église et mission de Pimería Alta, en 1768.

## Description
Le portail d’entrée et la façade de l’église indiquent clairement une influence Mudéjar venue d’Espagne. Cependant le transept et l’intérieur sont dominés par le thème de la Passion du Christ, y compris (comme retable) les traditionnels instruments de tortures associés à la Passion : la couronne d’épines, le martinet, les clous, pinces, l’échelle et la lance. Dans la niche qui abritait un serpent sculpté a été installée, plus récemment une image de Notre-Dame d’Arantzazu, originaire d’un sanctuaire marial populaire au Pays basque espagnol.      
Le premier évêque de Sonora, Mgr Antonio de los Reyes (1729-1787) écrivit en 1772, après le départ des Jésuites : « Le village de Tubutama est situé dans une grande zone de plaine [de la Pimeria Alta] avec des champs fertiles, cultivés par des Indiens, avec du blé, du maïs, des haricots et d'autres. La maison du père missionnaire est décente et spacieuse avec un jardin fruitier y attenant: coings, grenades, pêches et autres arbres. L'église est intérieurement ornée de deux autels, des peintures en cadres dorés, et une petite chapelle latérale. Dans la sacristie sont trois calices, un ciboire, une croix de cérémonie, des lustres, encensoirs, trois plats, tous d'argent, des vêtements de toutes sortes, et d'autres ornements intéressants pour l'autel et les services divins. Selon le livre de recensement, que j'ai ici devant les yeux, il y a quarante-cinq couples mariés, douze veufs, six veuves, dix-huit orphelins, le nombre d'âmes en tout, cent soixante-seize ».